# Ratin
Ratin (węg. Ráton) – wieś w Rumunii, w okręgu Sălaj, w gminie Crasna. W 2011 roku liczyła 552 mieszkańców.